# Tellurid
Tellurid-ionen er anionen Te2− og dens derivater. Tellur er en del af den femte periode i det periodiske system, og indeholder dianionerne O2−, S2− og Se2−.
Telluridanionen dannes fra reduktionen af tellurmetal. Redoxpotentialet fra ren Te-metal er relativt negativt, -1.14 V.
Te(s) + 2 e− ↔ Te2−
Tellurs syrehydrid, hydrogentellurid, H2Te, er en ustabil forbindelse, der nedbrydes til tellurmetal. Den er meget sur, og separerer til en hydrogentellurid-ion (HTe−) i vandige opløsninger. Ligesom dens sulfid- og selenid-modparter, eksisterer Te2−-anionen kun i vandige opløsninger i under basiske forhold.

## Fodnoter
1. ↑  Greenwood, N. N.; & Earnshaw, A. (1997). Chemistry of the Elements (2nd Edn.), Oxford:Butterworth-Heinemann. ISBN 0-7506-3365-4.
2. ↑  "Standard Reduction Potentials Arkiveret 28. februar 2013 hos  Wayback Machine, Indiana University.

| Kemi | Spire Denne artikel om kemi er en spire som bør udbygges. Du er velkommen til at hjælpe Wikipedia ved at udvide den. |